# 馬時亨
馬時亨，GBS，JP（1952年2月22日—）出生於香港，祖籍廣東潮阳，香港商人、教育界、主持及前政府官員，現任富衛集團主席、香港貿易發展局主席，曾任香港財經事務及庫務局前局長、九廣鐵路公司管理局成員、商務及經濟發展局前局長及時任香港鐵路有限公司董事局非執行主席。

## 生平

### 早年
马时亨於1952年出生於香港，早年居住在筲箕灣聖十字徑村的石屋，後來移居北角美輪大廈的板間房，至1974年再移居九龍愛民邨。马时亨畢業於筲箕灣聖十字架學校（1963年小六上午校）和新法書院大坑分校，在香港中學會考中獲得3C的成績。1973年於香港大學文學院畢業，主修經濟及歷史，取得文學士學位，以三級榮譽畢業。馬时亨與前任財政司司長梁錦松是大學同學。馬时亨在1973年畢業後，加入美國大通銀行擔任分析員，後亦曾在海外，包括紐約、多倫多及倫敦等地工作，任職過加拿大多美年證券公司等機構。1987年為證券經紀，1990年出任熊谷組董事。其後重投大通，擔任私人銀行部董事總經理，其後成為摩根大通私人銀行亞太區行政總裁，並與梁錦松成為同事。2001年5月2日離開摩根大通，轉到李澤楷旗下的電訊盈科出任財務總裁及執行董事。李澤楷為補償他跳槽的損失，把名下股份撥出7,749,000股電訊盈科股份送予馬时亨，當時市值超過1000萬港元。

### 局長時期
2002年7月，香港特區政府推行高官問責制，行政長官董建華委任馬时亨出任財經事務及庫務局局長。他上任後不足一個月，香港交易所發表諮詢文件，建議將股價連續30個交易日低於港幣5角的主板上市公司股票除牌。建議引起財經界人士及投資者不滿，並令部份細價股票大幅下跌，被傳媒稱為「仙股」事件，輿論更指馬时亨應為事件引咎辭職。香港立法會就事件召開特別會議，傳召馬时亨作供，他在會上推卸責任稱剛剛上任「沒有時間細看有關文件」，最後馬时亨在9月11日就事件向公眾道歉，並作90度鞠躬，但拒絕辭職，亦沒有受到處分，而當時的香港交易所行政總裁鄺其志則在其後辭職，而5角除牌等建議在兩年後宣佈擱置。馬時亨熱心教育，2002年至2006年在港大設立五項獎學金，幫助歷史學系的學生實現理想。2008年，他獲委任為港大經濟金融學院名譽教授。仙股事件令馬时亨民望大挫，但此後六年，他在政務上表現出圓滑及具效率的處事手法，曾大力推動香港發展債券市場，促成政府發債及五隧一橋債券；期內遇上食米供應、昂坪吊車墮毀及漢普頓酒店被查封等事件，亦未有釀成政治風波。在特區政府任職期間，他是少數能與不同陣營的政客和媒體保持良好關係的官員。

### 因病辭職
他在2008年6月12日，因罹患混合靜脈／動靜脈畸型症（AVM）而請辭，並在任職商務及經濟發展局局長的馬時亨向時任特首曾蔭權提出請辭，6月24日晚上他發聲明表示「最近經醫生診斷發現腦部有混合靜脈／動靜脈畸型症，我決定離開現時崗位」，同年7月11日，當他宣布同時正式離開政府而提早離任並休假。國務院根據免去馬時亨局長的職務，辭職時不同陣營的傳媒及議員均對他一致好評，《蘋果日報》形容他「作風親民」、「越戰越勇」；《東方日報》指他「作風開放、進步快」，而泛民主派的議員余若薇和單仲偕、獨立議員詹培忠、自由黨及民建聯等均指他具有辦事能力，能聽取不同意見，對他離任表達遺憾。在香港大學民調顯示，馬时亨即將離任時，支持率大幅上升19%，支持率達到55%，也是他在2002年擔任局長以來的歷史新高。香港大學民意研究計劃主任鍾庭耀表示，然而馬时亨的民望與逆勢飆升，明顯是因為市民同情其因病辭職的決定，其後，一年後（2009年）重返商界至今，他於2017年4月25日至2020年12月31日期間，馬被香港政府委任為香港教育大學校董會主席。

### 重投商界
2009年11月10日，马时亨再次重返香港商界，並宣佈加入中策集團出任非執行董事，並獲發大量低價可換股債券。2010年3月，委任華潤置地有限公司獨立非執行董事，同年7月，獲委任為加拿大赫斯基能源董事。2011年3月，委任和記港口信託管理私人有限公司（管理旗下和記港口信託）獨立非執行董事。至2013年8月，馬时亨獲委任為香港中文大學工商管理學院榮譽教授。2022年7月8日，現任富衛集團副主席兼獨立非執行董事馬時亨將接替夏佳理出任富衛集團主席，即時生效。2025年6月，馬時亨出任貿發局，接替林建岳為再度委任。

### 港鐵董事局主席
2015年7月7日，政府按港鐵公司組織章程及作為大多數股份持有人，宣布委任馬时亨於2016年1月1日起接任錢果豐博士為港鐵公司董事局主席，任期為三年，至2018年12月31日。2016年12月9日，行政長官梁振英委任馬时亨為香港教育大學校董會主席，任期由2017年4月25日起，為期三年。2018年11月19日，財政司司長法團根據港鐵公司組織章程和作為大多數股份持有人宣佈再度委任馬時亨為港鐵公司董事局主席，任期由2019年1月1日至6月30日。

### 拒向記者交代高鐵試車事故
广深港高速铁路試營運近2個月以來事故頻生，港鐵被批評每次都是被傳媒揭露後才承認事件。港鐵董事局主席马时亨要求公眾相信港鐵管理層，「我哋話畀你聽OK就得㗎啦（我告訴你行就行了）」。他更質疑記者和傳媒不是專業人士，追問資料並無意義「畀咗（資料）你又點？（給了資料給你又如何？）」更謂港鐵日日有事故如每宗都要公佈「我哋管理層唔使瞓覺（我們管理層不用睡了）」。马的言論惹來公眾反彈，被質疑態度傲慢。他在商業電台節目《在晴朗的一天出發》訪問稱因可能「天氣熱」、「當日沒祈禱」為由解釋自己的失言，但沒有即時就失言致歉。其後沙中線工程傳出紅磡站鋼筋事件，到6月16日，马时亨在商業電台節目上就「OK論」解釋並致歉，稱當時表達得不好，而且自己一人沒資格說「OK」。

### 沙中綫被揭剪短鋼筋及數據造假
沙中綫工程在2018年5月被揭發剪短月台鋼筋引發安全疑慮，港鐵之後多次向政府提交不同版本的施工圖則，但不符合經路政署審批的圖則，馬時亨對公眾及傳媒解釋的態度亦極為傲慢，被指隱瞞實況，運輸及房屋局在8月7日公佈發現港鐵新近提交的圖則與之前的版本，紅磡站月台的鋼筋連接螺絲帽缺少達2000顆，月台連接牆的頂部在未經政府部門審批下被擅自削去及更改設計，港鐵提交的工程監管記錄亦被揭發資料前後矛盾，港鐵在政府部門追問下一直未能解釋圖則和數據出現嚴重偏差的原因，政府亦懷疑港鐵的監工記錄資料造假，事態極為嚴重，需要轉交警方刑事調查，港府亦明言對港鐵的管理失去信心，要求港鐵董事局解除工程管理人員職務。同日，港鐵管理層有多人離職，當中包括工程總監黃唯銘，即時生效，而行政總裁梁國權則提早退休，馬時亨則曾兩度請辭但被留任，以於全球招聘並甄選因沙中綫偷工醜聞而出缺的新管理層人選。

## 個人生活
目前，馬时亨已婚，妻子是王培琪，二人育有兩名女兒。長女馬露明曾在港大攻讀教育博士，幼女馬露玲在英國會考取得10A成績。馬时亨與王培琪曾是新法書院同學，同年進入香港大學，到1978年在加拿大多倫多重逢，1979年註冊結婚。王培琪創辦了一間名為「全城更新」的基督教機構，馬时亨受太太影響于2002年正式信奉基督教。馬时亨在1996年入籍加拿大，2002年出任局長前放棄加拿大國籍。馬时亨喜好打高爾夫球。根據馬时亨2002年上任財經事務及庫務局局長時向政府的申報，他名下持有8間物業，1間在香港、2間在中國內地、4間在英國及1間在加拿大，是局長中擁有物業數量第三位。馬时亨為藝人曾志偉的表哥，母親曾金英，其兄則為馬时亨舅父，即因貪污潛逃台灣多年的香港已故甲級高級警長曾啟榮。

## 公職
- 香港交易及結算所有限公司創業板上市委員會
- 香港證券及期貨事務監察委員會委員
- 香港收購及合併委員會委員
- 地產代理監管局委員
- 香港教育大學校董會主席[23]

## 榮譽
- 農業榮譽軍官勳章（2008年）[24]
- 金紫荊星章（2009年）
- 2014年10月，獲嶺南大學頒授榮譽社會科學博士。
- 2016年10月，獲城市大學頒授榮譽社會科學博士。[9]

## 參與節目
- 2008年：第27屆香港電影金像獎（以局長身份擔任「終身成就獎」頒獎嘉賓）
- 2008年：星期日大班
- 2008年：也文也武一大班（節目主持）
- 2009年：我的2009
- 2009年：今日VIP
- 2009年：正識第一 (嘉賓主持)
- 2009年：志雲飯局
- 2009年：2009年萬千星輝頒獎典禮（頒獎嘉賓）
- 2010年：霎時感動
- 2010年：以時相聚（節目主持）
- 2011年：把酒當歌
- 2014年：女皇的盛宴
- 2014年：講清講楚
- 2014年：香江怒看
- 2015年：望子成才
- 2018年：一帶一路一狀元
- 2022年：馬時亨名人堂（節目主持）
- 2023年：馬時亨 香港情（节目主持）

## 外部連結
- 有關「仙股」及「除牌」的報道概略 （页面存档备份，存于） （页面存档备份，存于）
- 特區政府新貴：打工天皇馬时亨年薪千萬 （页面存档备份，存于） （页面存档备份，存于）
- 基督徒馬时亨患腦瘤 辭商務及經濟發展局職務 （页面存档备份，存于） （页面存档备份，存于）
- 《「細價股股災」問卷調查結果 （页面存档备份，存于） （页面存档备份，存于）》，香港太陽報，2002年8月12日
- 《馬时亨 打高球 悟人生 不認輸》，香港文匯報，2005年3月2日
- 《長毛以陶淵明喻肥亨 （页面存档备份，存于） （页面存档备份，存于）》，香港東方日報，2008年10月2日

| 政府职务                                                | 政府职务                                         | 政府职务        |
| ------------------------------------------------------- | ------------------------------------------------ | --------------- |
| 新頭銜 合併財經事務局及 庫務局 創立的新職位             | 財經事務及庫務局局長 2002年7月1日－2007年6月30日 | 繼任： 陳家強   |
| 新頭銜 重組工商及科技局及 經濟發展及勞工局 創立的新職位 | 商務及經濟發展局局長 2007年7月1日－2008年7月11日 | 繼任： 劉吳惠蘭 |
| 商界職務                                                |                                                  |                 |
| 前任： 錢果豐                                           | 港鐵公司董事局主席 2016年1月1日－2019年6月30日   | 繼任： 歐陽伯權 |
| 前任： 彭耀佳                                           | 香港教育大學校董會主席 2017年4月25日－           | 現任            |